# Parti syndicaliste (Espagne)
 (juillet 2018).

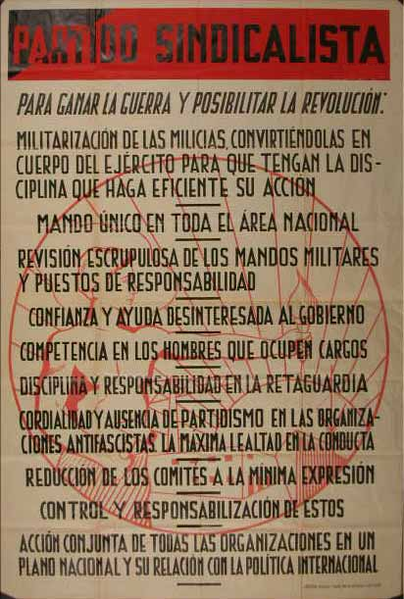
Une affiche du Partido Sindicalista.

Le Parti Syndicaliste (Partido Sindicalista) était un parti politique espagnol fondé en 1932 par Ángel Pestaña qui incarnait la tendance modéré (possibilisme libertaire) de la Confédération nationale du travail (Manifeste des Trente ou trentisme) dont il fut exclu en août 1931.

## Historique
L’objectif du parti syndicaliste était de contribuer au développement du mouvement ouvrier en dotant la classe ouvrière d’un parti politique qui aurait vocation à incarner le mouvement anarcho-syndicaliste aux élections.
Le parti syndicaliste se donnait une finalité révolutionnaire : l’instauration du communisme libertaire basé sur les coopératives, les syndicats et les communes.
Le parti syndicaliste était implanté à Madrid, en Andalousie, en Catalogne et à Valence. Il publiait un journal (El Pueblo) et disposait de sa propre organisation de jeunesse : les Jeunesses syndicalistes (Juventudes Sindicalistas).
Aux élections de 1936 il participe au Front populaire et obtient 2 élus au Parlement : Ángel Pestaña et Benito Pabón.

## Postérité
En 1976, au moment de la transition démocratique, est formé un nouveau parti syndicaliste qui se réclame du parti syndicaliste de 1932 d’Ángel Pestaña. Le parti obtient un score très faible aux élections de 1979 (0,05 %), réalisant ses meilleurs score en Catalogne (0,2 %). Ce parti disparaîtra en 1985.

## Notices
- (es) Miguel Iñiguez, Esbozo de una Enciclopedia histórica del anarquismo español, Fundación de Estudios Libertarios Anselmo Lorenzo, Madrid, 2001, pages 460.